# Міст Александра III

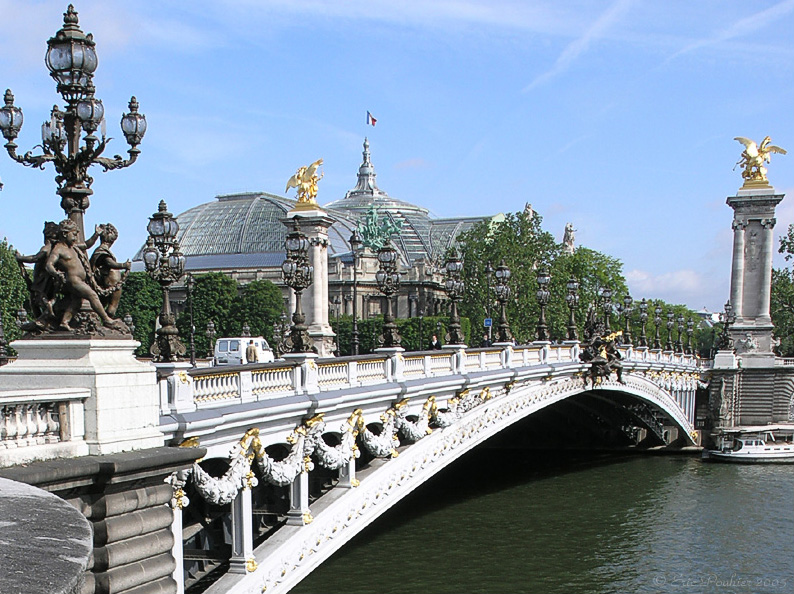
Міст Александра III

Міст Александра III (фр. Pont Alexandre III фр. вимова: [pɔ̃ alɛksɑ̃dʁ tʁwa]) — одноарковий міст, перекинутий через Сену у Парижі між Домом інвалідів і Єлисейськими Полями. Довжина моста становить 160 м. Щоб не затуляти панораму Єлисейських Полів, висота споруди не перевищує шести метрів, що на момент його створення вважалося дивовижним досягненням.

## Історія
Міст був закладений в ознаменування Франко-російського союзу імператором Миколою II в жовтні 1896 і споруджений за 4 роки. Названий на честь його батька — імператора Александра III. Відкрився напередодні Всесвітньої виставки 1900 року.
З 1975 міст охороняється державою як пам'ятка історії та архітектури.
У багатьох путівниках міст Александра III описується як найвитонченіший міст в Парижі. Декоративне оздоблення мосту, з фігурами пегасів, німф та ангелів, є яскравим зразком стилю боз-ар і має багато спільного з оформленням Гран-Пале, розташованого поруч. З боків від в'їзду на міст підносяться 17-метрові ліхтарні стовпи, над якими височать бронзові фігури, що символізують Сільське господарство, Мистецтво, Війну і Битву. У центрі мостових арок розташовані німфа Сени з гербом Франції і німфа Неви з гербом імператорської Росії, обидві виконані з міді Ж. Ресіпо.
Міст Александра III має «брата-близнюка» у Петербурзі — спроєктований французами Троїцький міст через Неву. Він будувався в один час з мостом через Сену, і його спорудження також підкреслювало культурно-політичну близькість двох країн: на церемонії закладки був присутній французький президент Фелікс Фор. Ліхтарі паризького мосту були повторені при перебудові Троїцького мосту в Санкт-Петербурзі в кінці XIX століття.

## Галерея

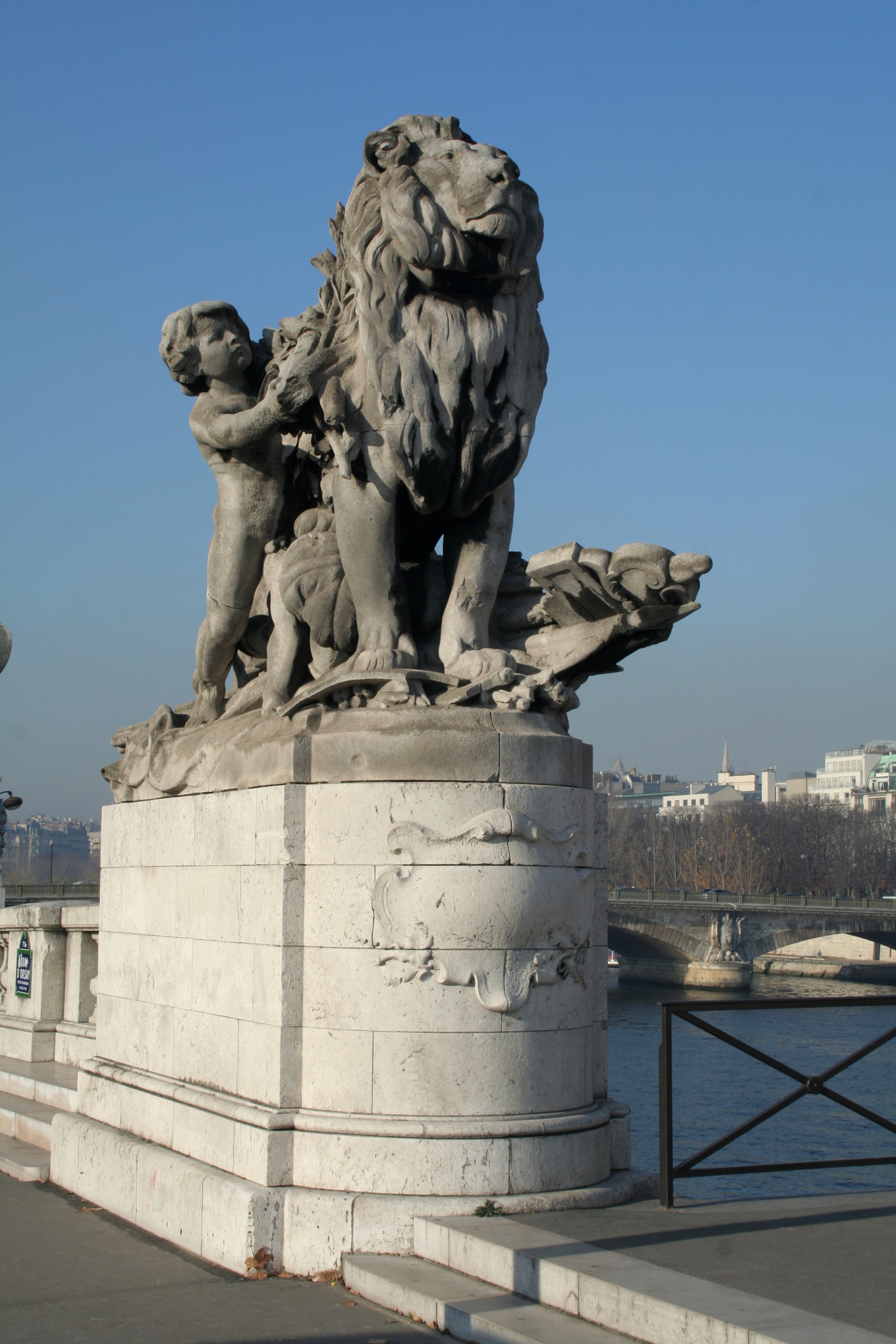
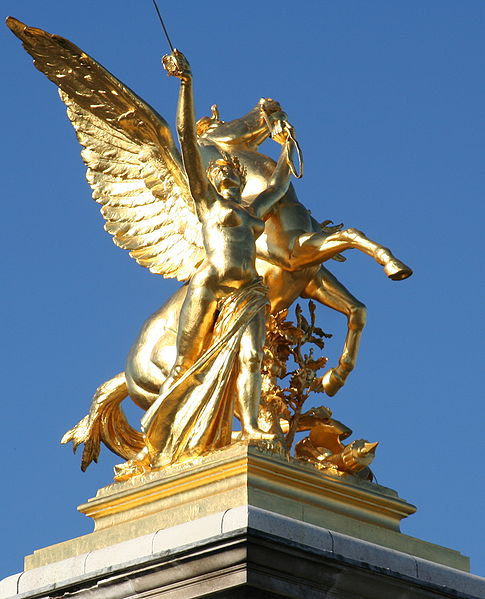
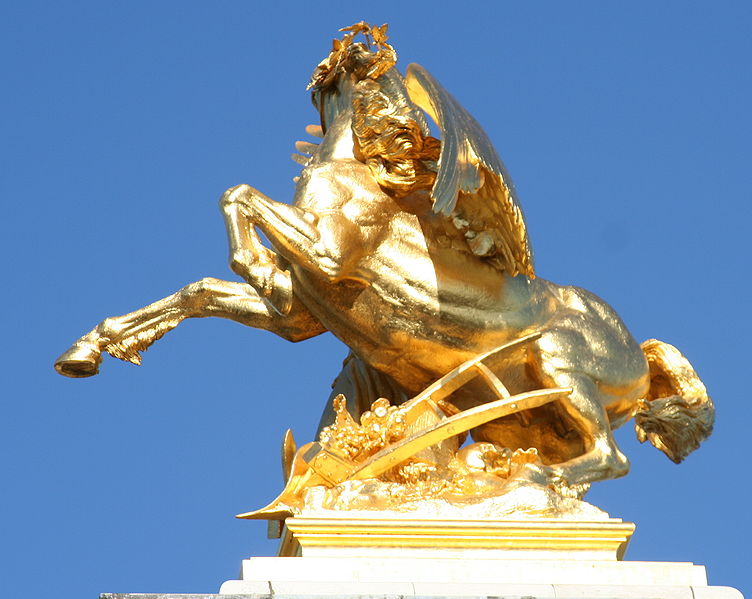
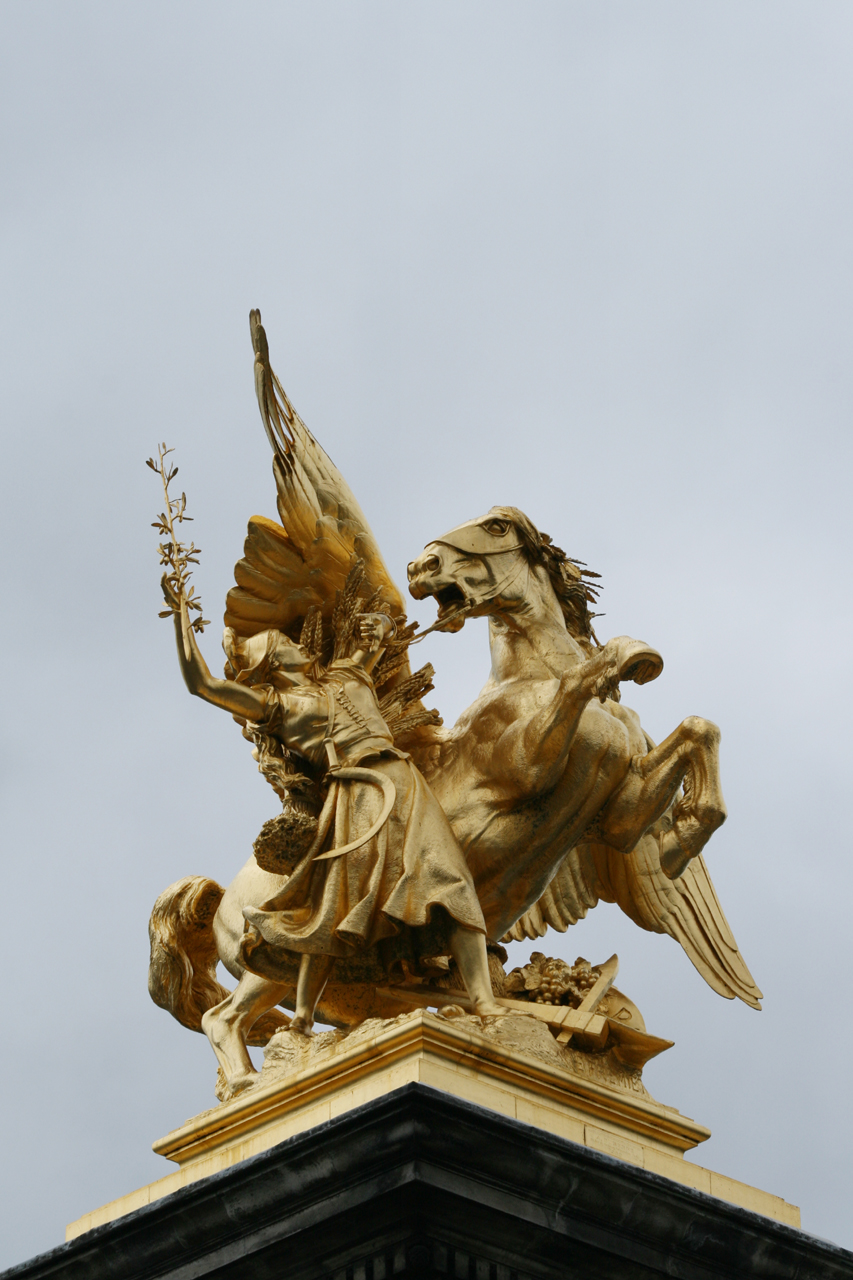
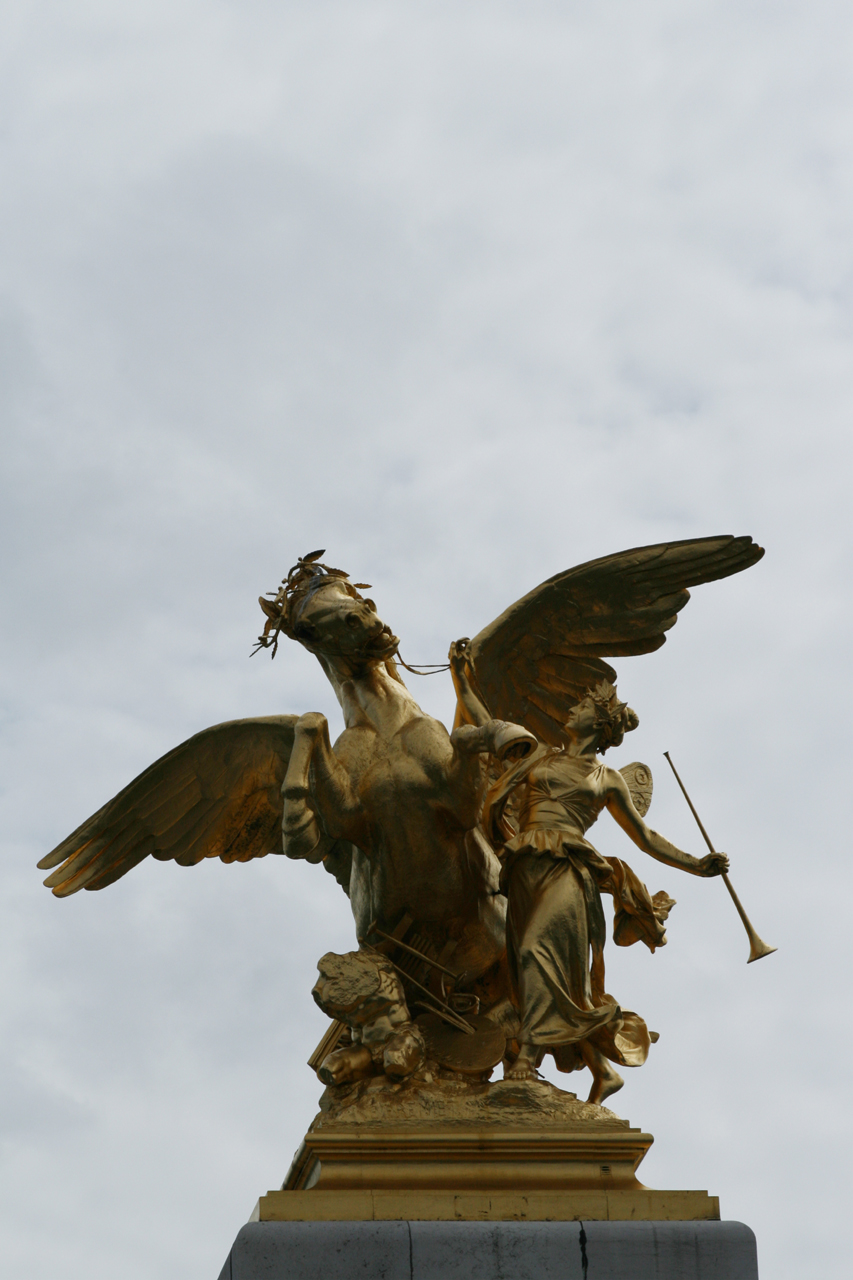
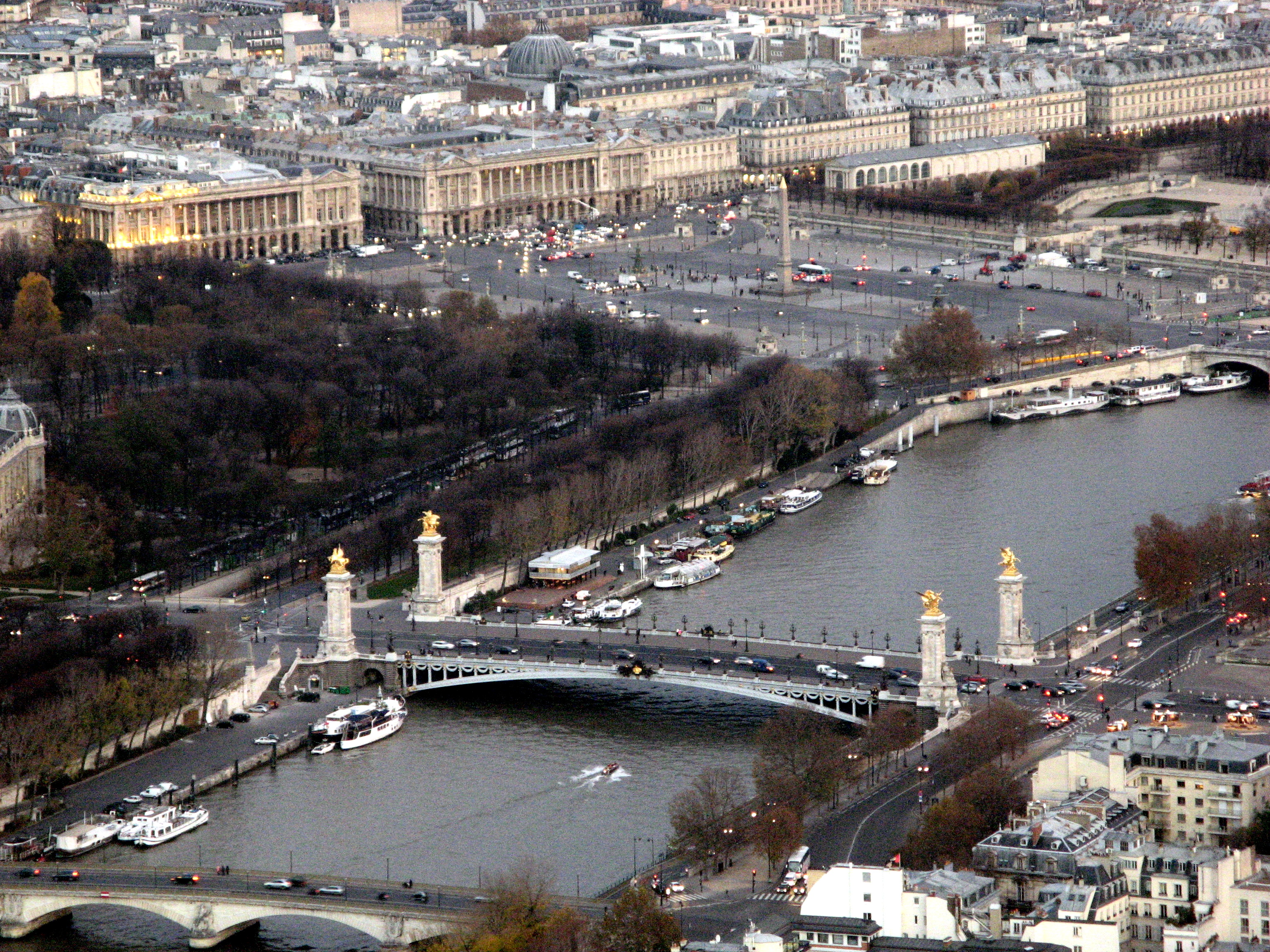
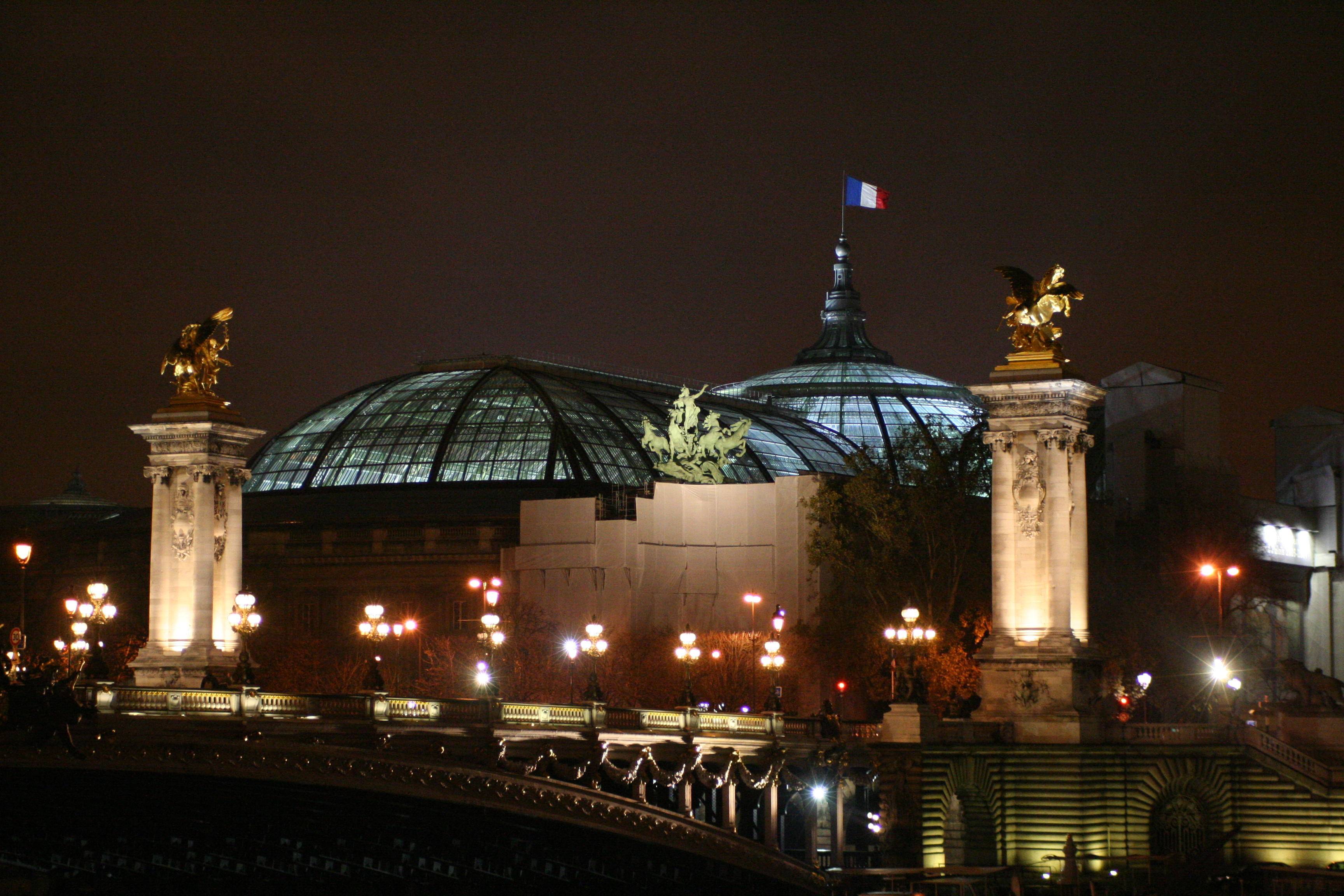
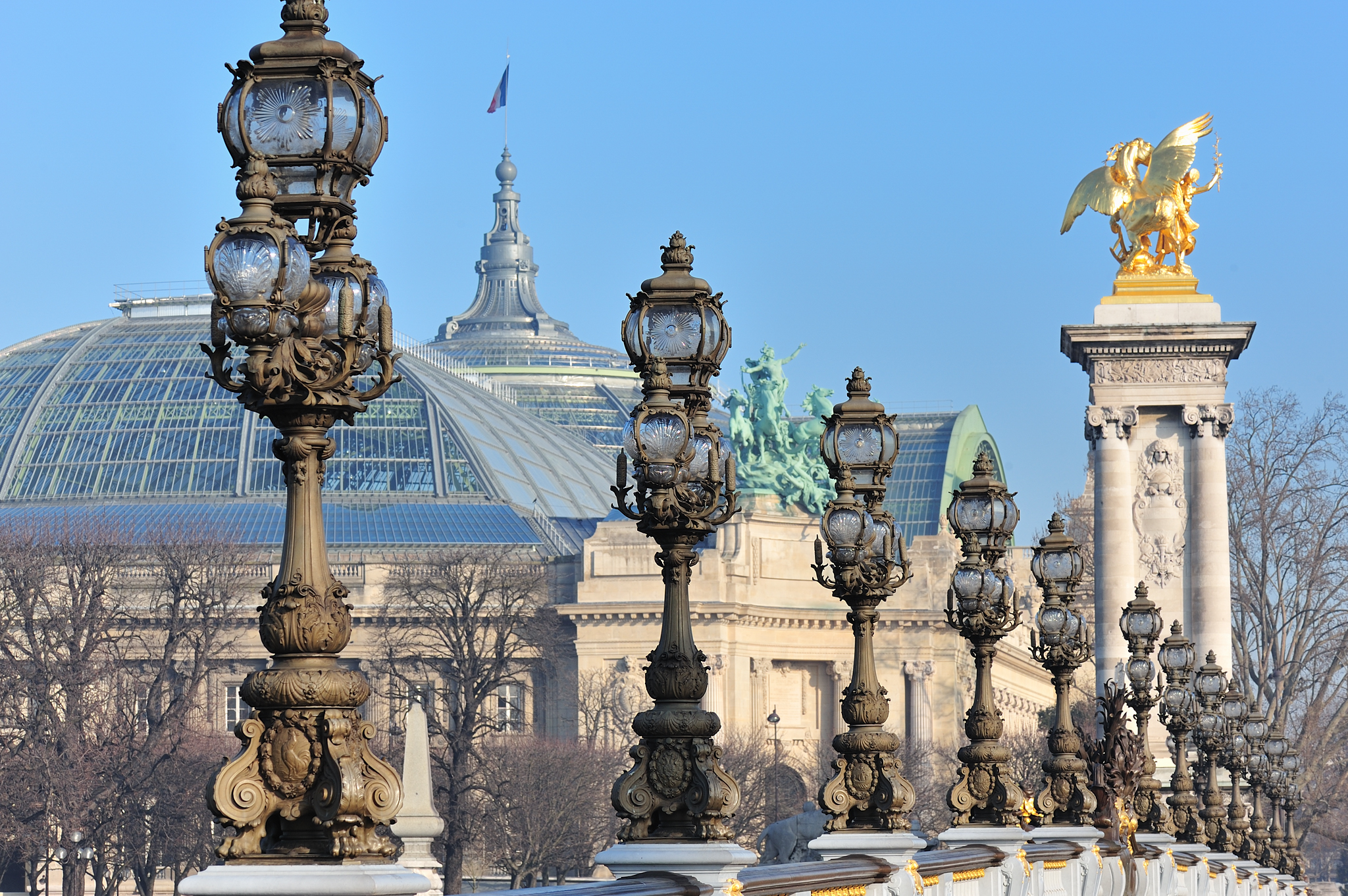
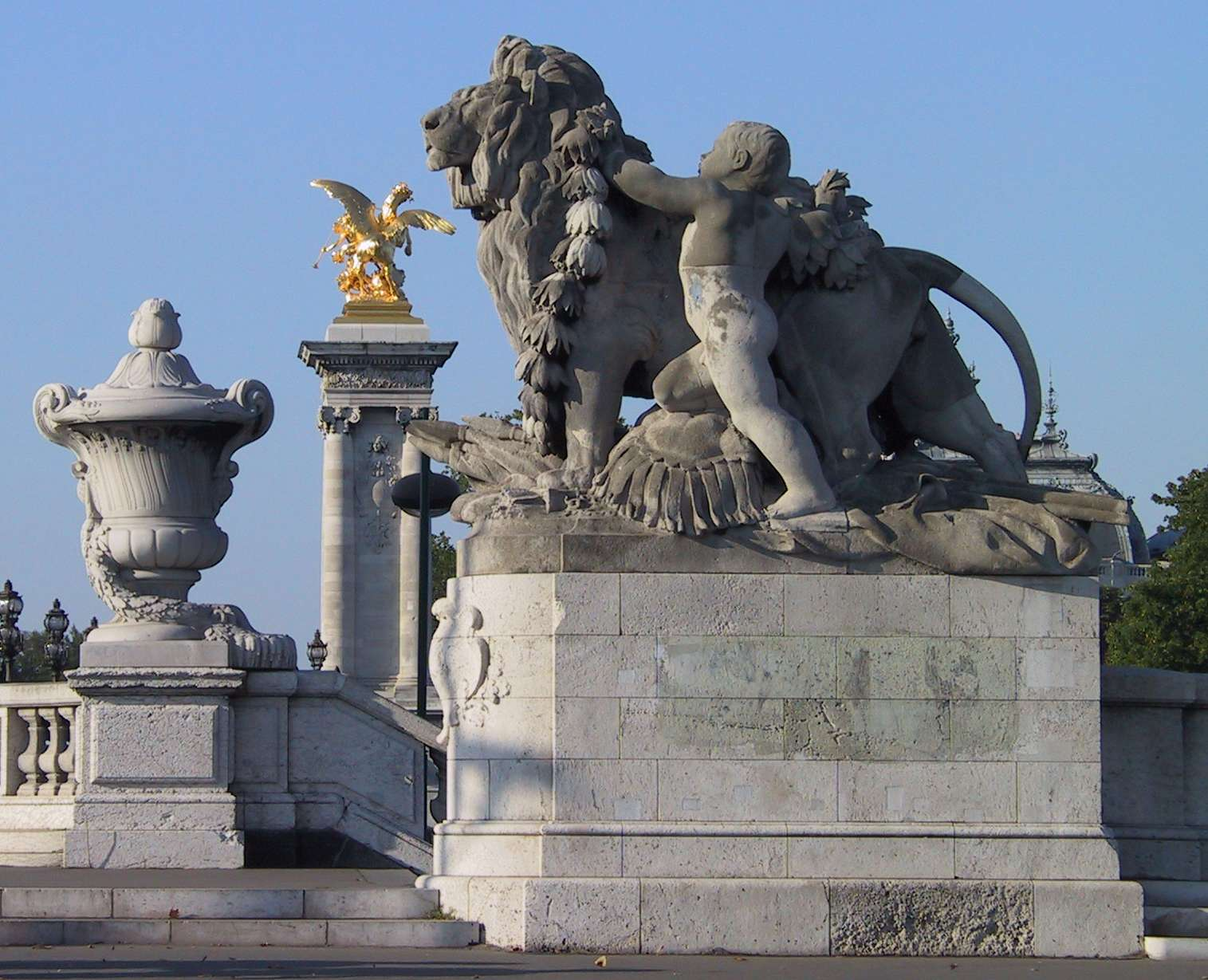
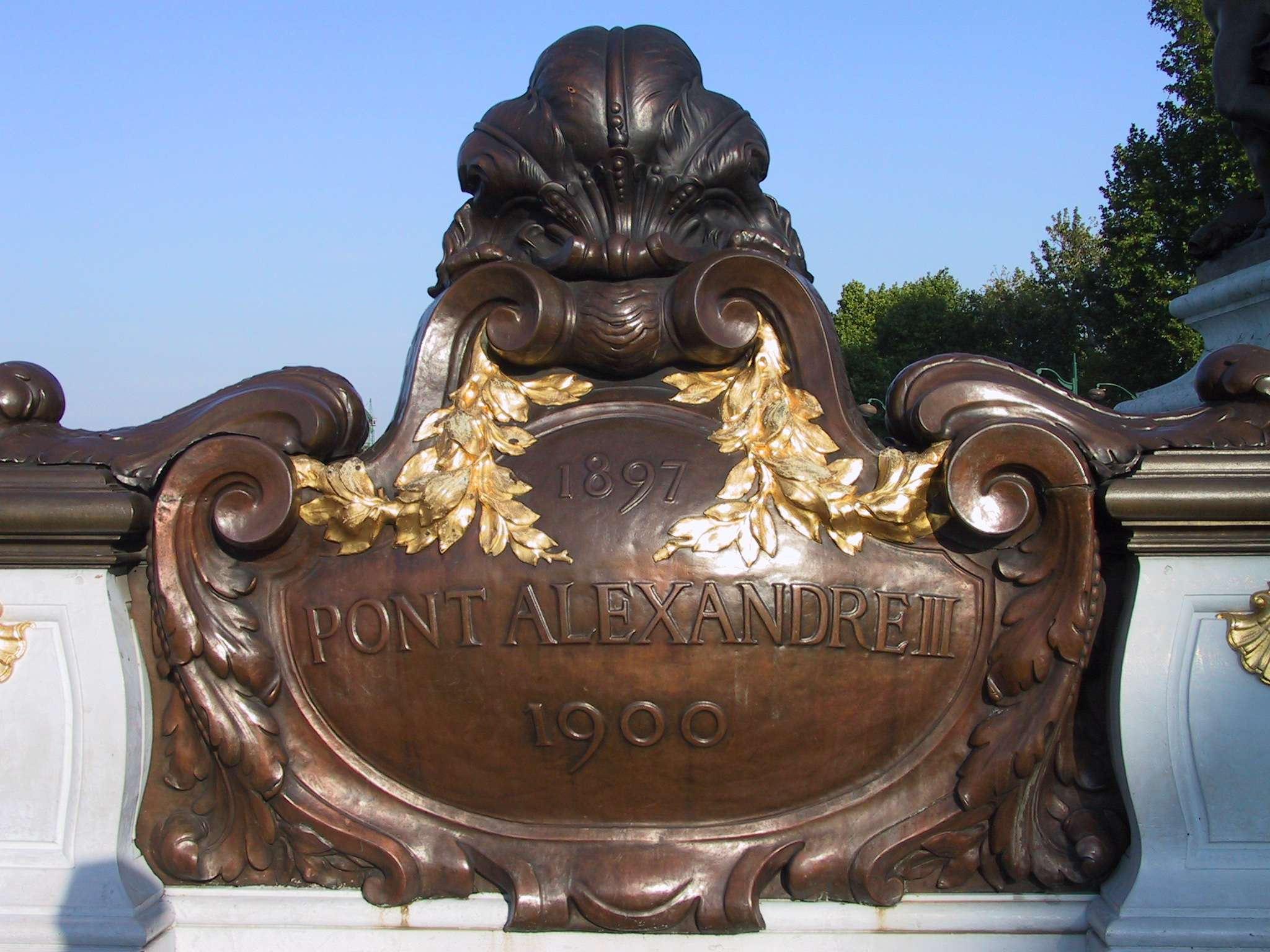
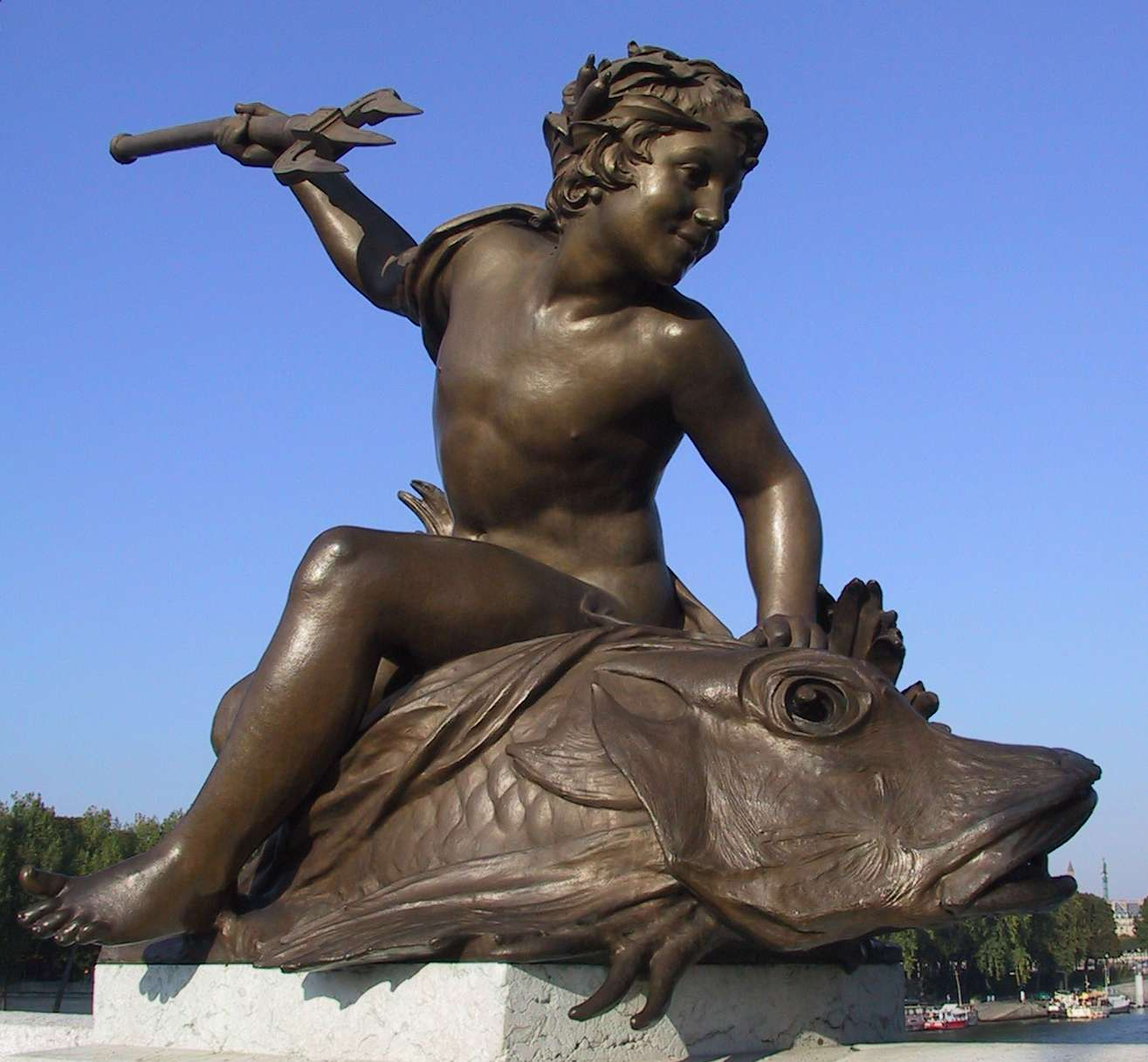
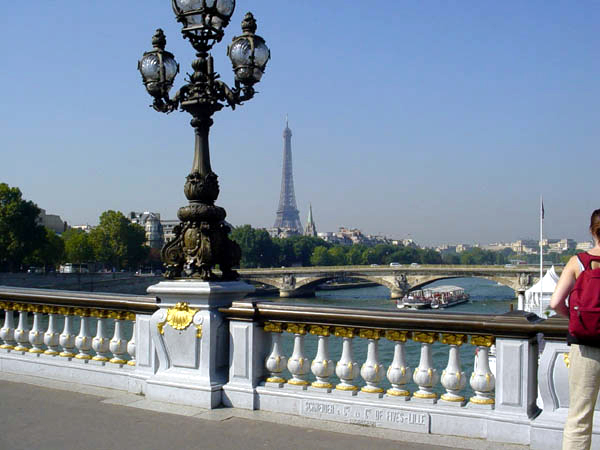
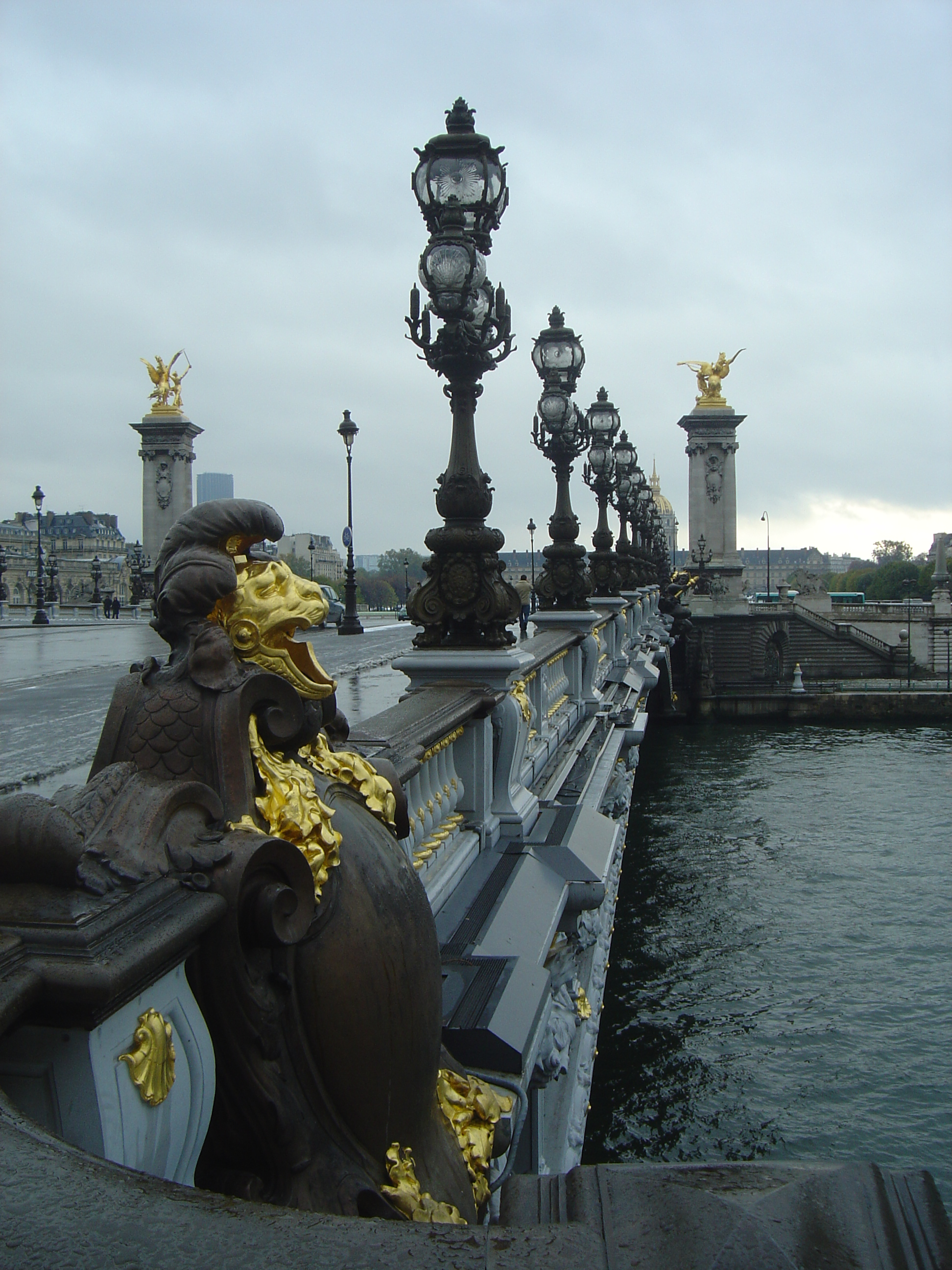
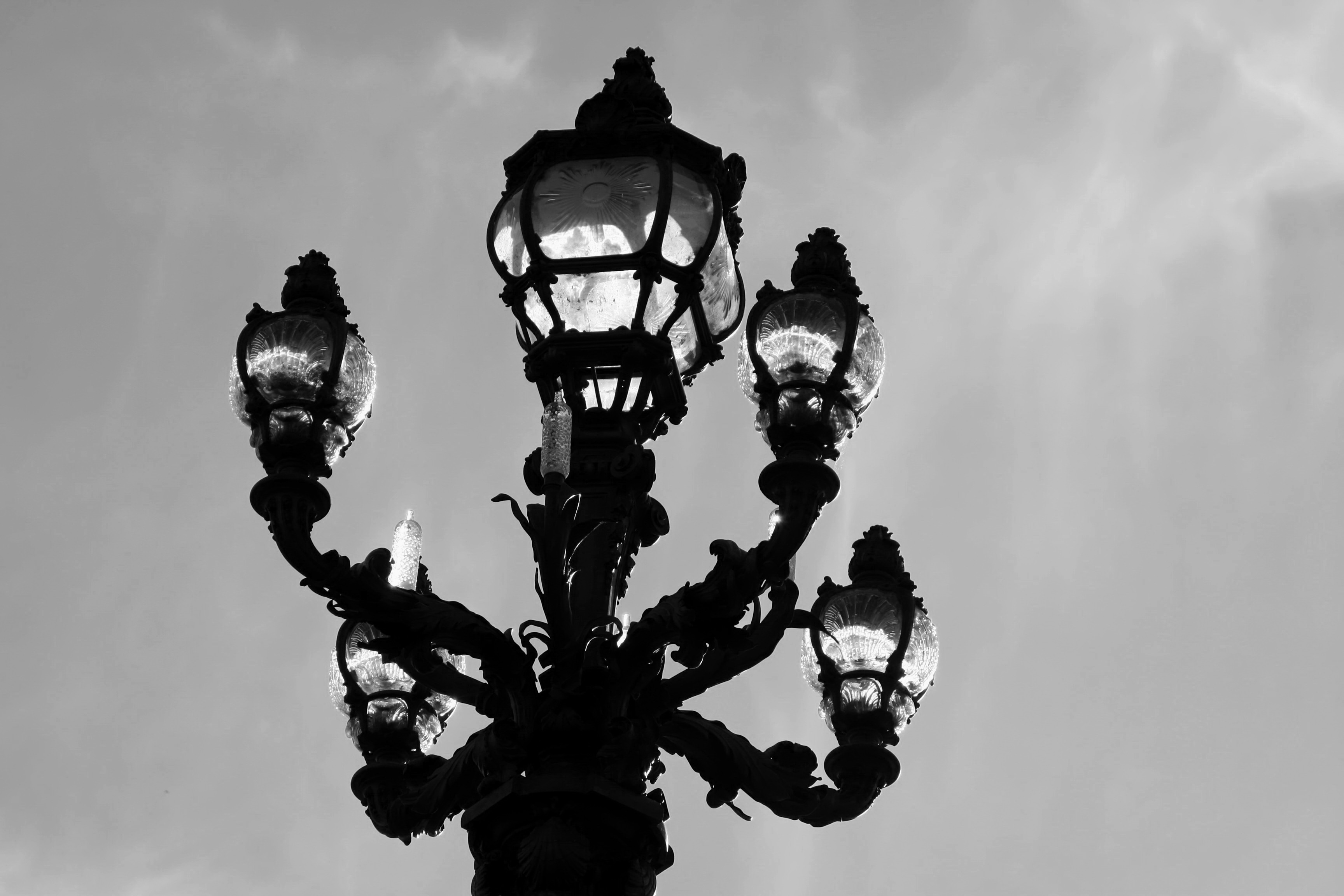